# Silnice II/463
Silnice II/463 je silnice II. třídy, která vede z Březové do Bílovce. Je dlouhá 13,4 km. Prochází jedním krajem a dvěma okresy.

## Vedení silnice

### Moravskoslezský kraj, okres Opava
- Lesní Albrechtice (křiž. I/57)
- Skřipov (křiž. III/4631)

### Moravskoslezský kraj, okres Nový Jičín
- Stará Ves (křiž. III/4636, III/4637, III/4639)
- Bílovec (křiž. II/647)